# X10-es expresszvonat
Az X10-es expresszvonat egy budapesti elővárosi vonat, ami 2013. december 15-étől 2017. március 26-áig közlekedett Budapest és Győr között.

## Története
2013-ban elkezdték bevezetni a viszonylatjelzéseket a budapesti vasútvonalakon. Az augusztusi próbaüzemet követően december 15-től a Déli pályaudvarra érkező összes vonat S-, G- vagy Z- előtagot (Személy, Gyorsított személy, Zónázó) és kétjegyű számból álló utótagot kapott. Utóbbit a vasútvonal számozása alapján, így lett az 1-es számú vasútvonalon közlekedő Győr/Tatabánya és Budapest között közlekedő személyvonat S10-es jelzésű. Az X10-es jelzésű expresszvonat hetente egyszer, vasárnap délután Győr felől Budapest-Déli pályaudvarra járt az InterCity-k megállási rendjével. A vonat a Talentum expressz nevet is viselte.
2015. december 13-ától budapesti végállomása átkerült a Keleti pályaudvarra, és Ferencvárosban is megállt.
A 2016–2017. évi menetrendben újabb vonatpárt indítottak ezzel a jelzéssel. A Vaskakas expressz nevet is viselő vonat szintén csak vasárnap közlekedett, viszont mind a két irányban. Győr felé Bicskén is megállt.
A járatok utoljára 2017. március 26-án jártak. Az április 2-ai menetrend-módosítástól a Talentum és a Győr felé induló Vaskakas helyett jelzés nélküli gyorsított személyvonatok indultak (későbbi G10-es), a Budapest felé közlekedő Vaskakas helyett pedig Szombathely felől érkező gyorsvonat indult tovább Budapest felé.
A jelzést 2023. szeptember 18-tól december 9-ig a Biatorbágy és Szárliget közötti szakasz felújítása miatt újra használta a MÁV-START.

## Útvonala
| 0   | Budapest-Keleti végállomás | 99 | 24 73, 76, 78, 80 5, 7, 7E, 8E, 20E, 30, 30A, 110, 112, 133E, 178, 230 S25 , S60 , Z60 , S80 , IC, EC, EN, sebesvonat, gyorsvonat, expresszvonat,                                               |
| 9   | Ferencváros                | 90 | 1 S25 , S36 , G43 , gyorsvonat |
| 16  | Kelenföld                  | 83 | 19, 49 40, 40B, 53, 58, 87, 88, 103, 141, 150, 154, 172, 173, 187, 250, 272 710, 712, 722, 735, 760, 762 S10 , Z30 , S36 , S40 , S42 , G43 , IC, EC, EN, sebesvonat, gyorsvonat, expresszvonat, |
| 38  | Bicske                     | ∫  | Helyközi buszok S10 |
| 54  | Tatabánya                  | 49 | 1, 5, 6, 6Y, 9, 11, 16, 16Y, 23, 24, 24Y, 26, 26B Helyközi buszok Távolsági járatok S10 , S12 , IC, EC, EN,                                                                                     |
| 62  | Tata                       | 40 | 1, 2 Helyközi buszok S10 , IC |
| 75  | Komárom                    | 25 | 2, 2Y Helyközi buszok S10 , S104 , S150 , IC |
| 100 | Győr végállomás            | 0  | 1, 2, 5, 6, 7, 12, 22, 22B, 30, 31, 32, 34, 38 Helyközi buszok S10 , IC, EC, EN, ER, |